# Hincksella projecta
Hincksella projecta is een hydroïdpoliep uit de familie Syntheciidae. De poliep komt uit het geslacht Hincksella. Hincksella projecta werd in 1938 voor het eerst wetenschappelijk beschreven door Fraser. 